# Chylismia parryi
Chylismia parryi är en dunörtsväxtart som beskrevs av John Kunkel Small. Chylismia parryi ingår i släktet Chylismia och familjen dunörtsväxter. Inga underarter finns listade i Catalogue of Life.